# پردیور
پِردیوَر مکانی در روستای شیخان در شهرستان پاوه در استان کرمانشاه است که برای پیروان دین یارسان مکانی مقدس به شمار می‌آید. واژۀ پردیور در سه معنا توسط مردم یارسان به کار برده می‌شود. این واژه هم به طور مشخص به مکانی خاص در روستای شیخان اشاره دارد که آب خروشان رودخانۀ‌ سیروان بی‌صدا شده و از حرکت باز می‌ایستد؛ هم به زیارتگاه سلطان سهاک اشاره دارد،‌ و هم مجازاً به کل فضاهای مقدس موجود در روستای شیخان در حاشیۀ ‌رودخانۀ ‌سیروان اشاره دارد. از پردیور به عنوان قبلۀ مجازی یارسان یاد می‌شود.

## ریشۀ‌ واژه
برخی پردیور را  به معنی «آن‌سوی پل» است. این باور به دلیل قرار داشتن بقایای پلی تاریخی در این مکان به وجود آمده‌است. این در حالی است که وَر یا وار در زبان کردی پسوند مکان بوده و در نام‌جای‌های دیگری مانند کنگاور،‌ دینور، کفراور،‌ گواور، بیله‌وار و ... هم دیده می‌شود. به همین دلیل برخی دیگر جزء دوم این واژه را پسوند مکان و آن را به معنای مکان قرارگیری پل دانسته‌اند. عده‌ای دیگر نیز این واژه را مرکب از پردی+وَر دانسته اند و بر این باورند که جزء‌ اول از ریشۀ پردیس به معنای بهشت و جزء دوم پسوند مکان است که مکان بهشت معنا می‌دهد.

## اهمیت قدسی
سلطان سهاک برزنجی پس از مهاجرت به هورامان، بقیۀ‌ عمر خویش را در روستای شیخان گذراند. گفته می‌شود که منزل او در نزدیکی مکانی قرار داشته که امروزه پردیور نامیده می‌شود. اماکن مقدس بسیاری که همگی متعلق به پیروان دین یاری هستند در نزدیکی پردیور واقع شده‌اند. از آن جمله می‌توان به زیارتگاه سلطان سهاک، ‌زیارتگاه داود کوسوار، زیارتگاه خاتون رزبار،‌ زیارتگاه سید محمد گوره‌سوار، زیارتگاه پیر مصطفی، و ساج نار اشاره کرد.

## زیارتگاه سلطان
زیارتگاه سلطان سهاک یا زیارتگاه سلطان اسحاق احتمالاً ‌متعلق به قرن ۸ ه.ق است و بنا بر عقاید پیروان دین یاری، سلطان سهاک برزنجی پس از مرگ ظاهری در این مکان دفن شده‌است. این مکان مهم‌ترین زیارتگاه پیروان دین یاری به شمار می‌آید که از آن به عنوان قبلۀ ظاهری یارسان یاد می‌شود.